# Bornova (ville)
Pour les articles homonymes, voir Bornova.

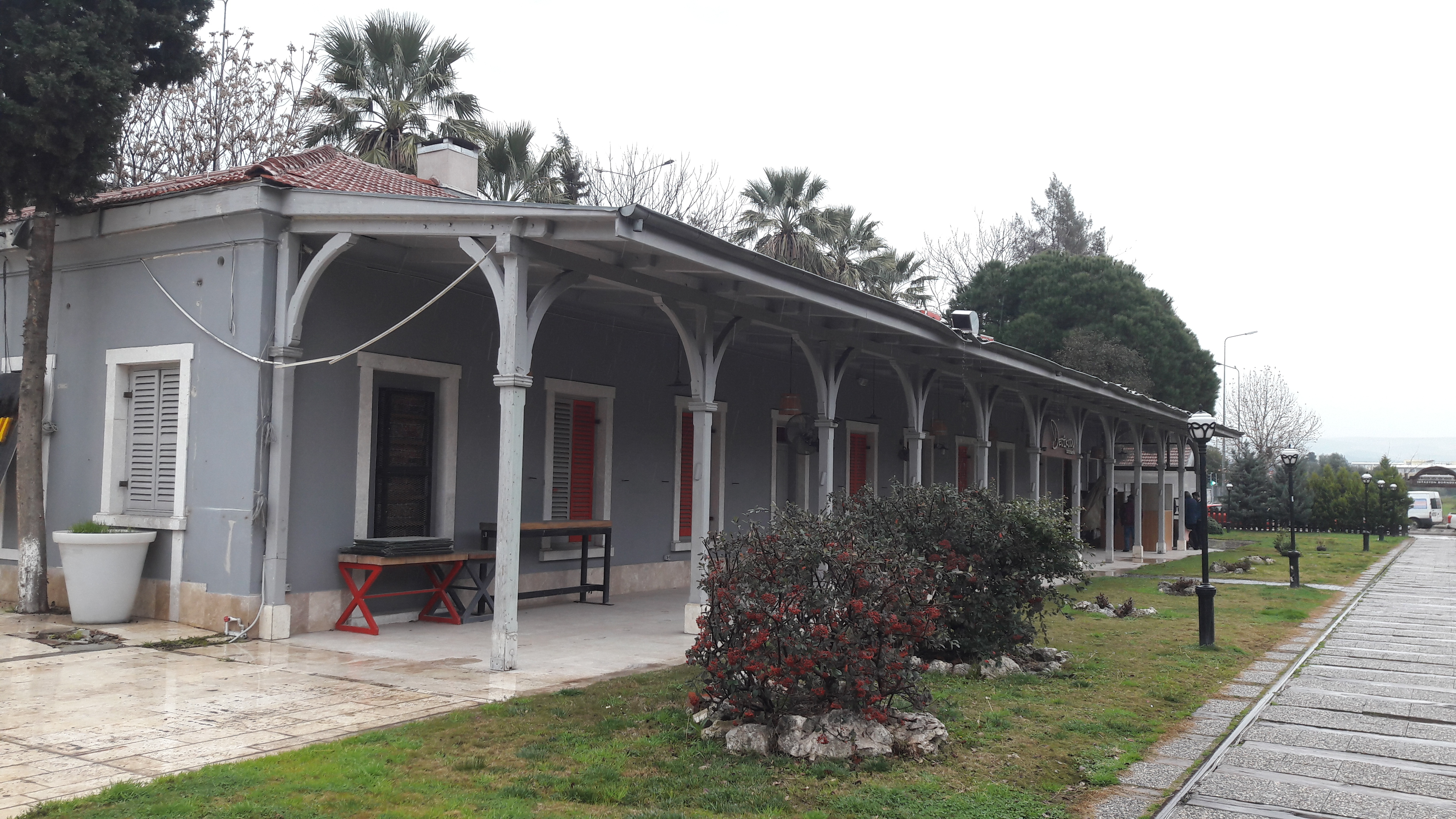
Old Bornova train station

Bornova est une ville et un district de la province d'İzmir dans la région égéenne en Turquie.

## Histoire
L'origine du nom Bornova n'est pas assurée. À l'époque byzantine, le lieu s'appelait Pernavitis. Aucun vestige antique n'y a été découvert, mais la bourgade prend de l'importance à partir du XVIe siècle comme villégiature des minorités résidant à Smyrne, distante de 10 kilomètres. Le lieu est recherché pour son éloignement du port où sévissent de nombreuses maladies, notamment le choléra, également pour échapper aux incendies ou tremblements de terre qui ravagent Smyrne.
De nombreuses résidences sont construites par les minoritaires levantins, d'origine française (Giraud, Belhomme), anglaise (Whithall, Paterson) ou italienne (Aliberti, Perili). Certaines de ces maisons néoclassiques existent encore.
Le quartier turc s'établit autour du marché et de la mosquée construite avec des remplois de monuments antiques importés de Smyrne.
Kemal Atatürk y réside lors du saccage de Smyrne en septembre 1922. Depuis la République, la bourgade s'est considérablement peuplée, atteignant maintenant 500.000 habitants. C'est une des mairies du Grand Izmir et le siège de la prestigieuse université de l'Égée (Ege üniversitesi).
La ville est aujourd'hui une conurbation d'Izmir, desservie par l'autoroute et le métro.

## Personnalités liées
- Norm Ender, rappeur turc y est né en 1985